# Petit Pic del Portilló
El Petit Pic del Portilló és una muntanya de 3.000 m d'altitud, amb una prominència de 10 m, que es troba al massís de Perdiguero, entre la província d'Osca (Aragó) i el departament de l'Alta Garona (França).